# Manipur
Manipur (em meitei: মণিপুর, Maṇipur) é um dos estados da Índia. Seus limites são com o Estado de Nagalândia a norte, com a Mianmar a leste e sul e com os Estados de Mizorão a sul e Assão a oeste.
Foi um reino independente até 1949, quando se integrou na Índia. Ascendeu à condição de território da união em 1956 e de estado em 1972.

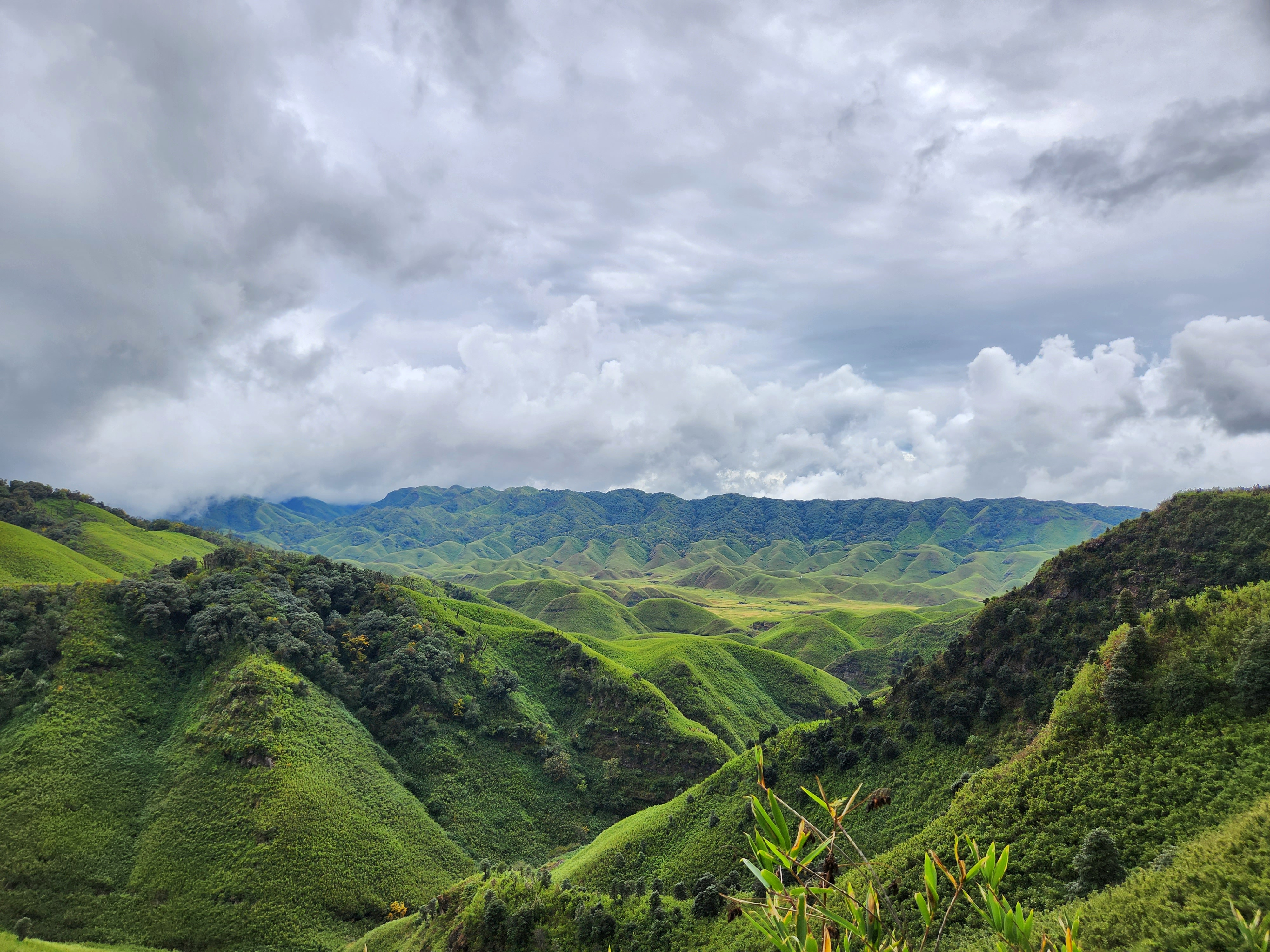
Vale Dzukou